# Fontaine-Lavaganne
Fontaine-Lavaganne ist eine französische Gemeinde mit 503 Einwohnern (Stand 1. Januar 2022) im Département Oise in der Region Hauts-de-France. Die Gemeinde liegt im Arrondissement Beauvais und ist Teil der Communauté de communes de la Picardie Verte und des Kantons Grandvilliers.

## Geographie

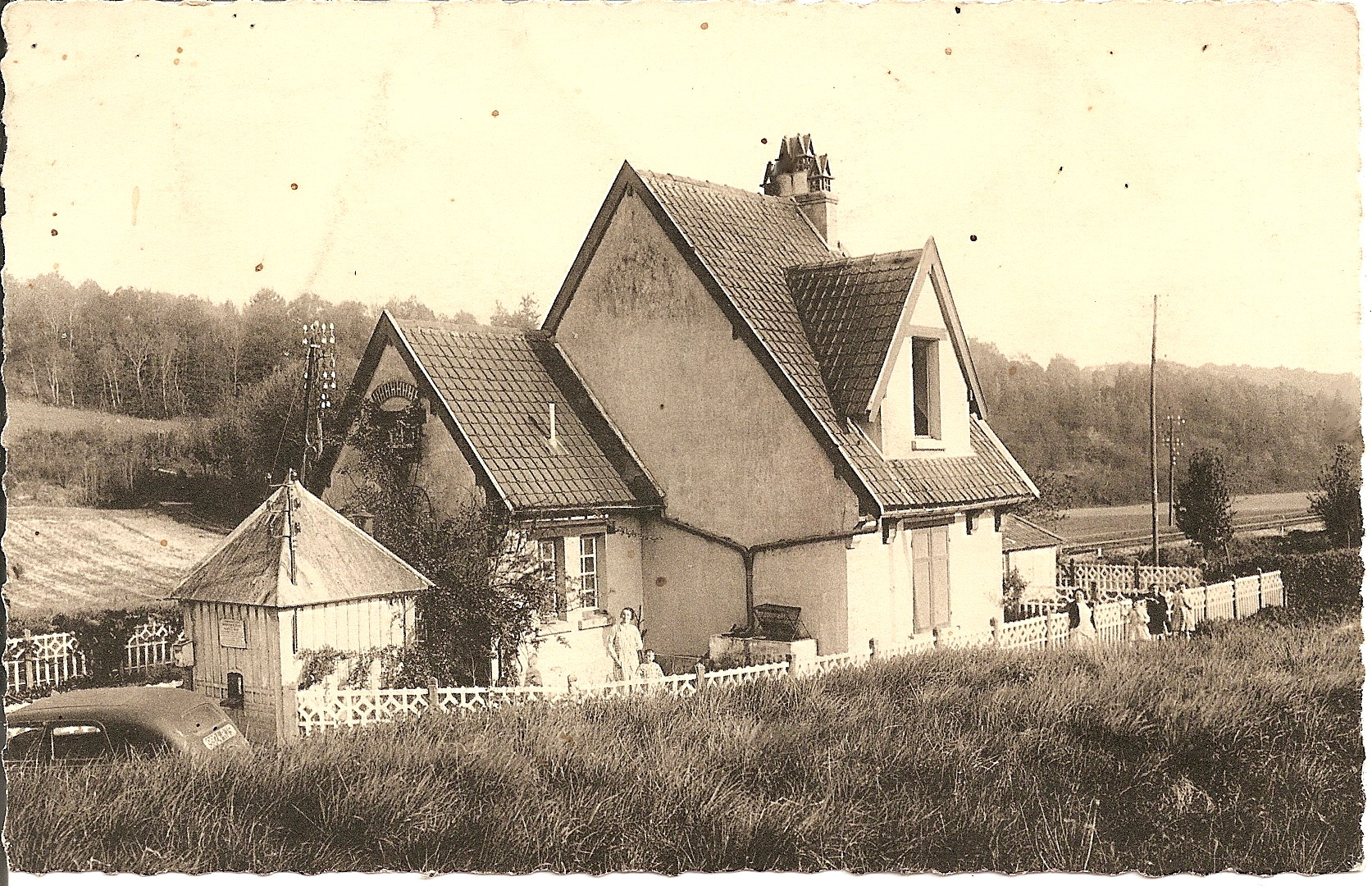
Der Bahnhof in der Zwischenkriegszeit

Die Gemeinde liegt an der früheren Route nationale 1 und der Bahnstrecke von Le Tréport nach Beauvais, rund zweieinhalb Kilometer nördlich von Marseille-en-Beauvaisis; der Haltepunkt wird seit 2007 nicht mehr bedient. Zur Gemeinde gehören die Weiler Haute-Fontaine und Verte-Fontaine.

## Einwohner
| 1962 | 1968 | 1975 | 1982 | 1990 | 1999 | 2006 | 2011 |
| ---- | ---- | ---- | ---- | ---- | ---- | ---- | ---- |
| 325  | 311  | 307  | 287  | 316  | 299  | 377  | 470  |

## Sehenswürdigkeiten
- Kirche Saint-Jean-Baptiste, ein Ziegelbau aus dem Jahr 1676[1]
- Kapelle Notre-Dame du Bon Secours auf dem Friedhof
- Schloss aus dem 14. Jahrhundert

## Persönlichkeiten
- Anne de Pisseleu d’Heilly (um 1508–nach 1552), Mätresse des Königs Franz I., auf dem Schloss geboren